# Осока волосовидная
Осо́ка волосови́дная, или Осо́ка то́нкая (лат. Carex capillaris) — многолетнее травянистое растение, вид рода Осока (Carex) семейства Осоковые (Cyperaceae).

## Ботаническое описание

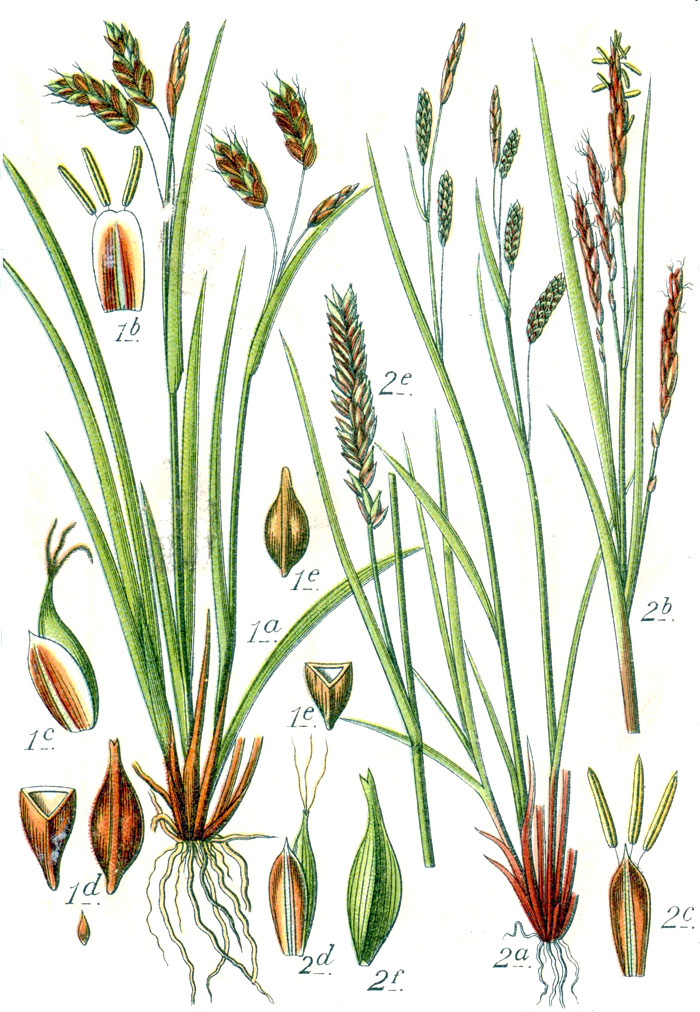
1 — Carex capillaris

Серовато-зелёное растение с гуто-дернистым корневищем.
Стебли тонкие, 3—15(40) см высотой.
Листовые пластинки плоские, 1,5—2,5(4) мм шириной, укороченные, жестковатые, шероховатые, быстро-заострённые, в 2—3—4 раза короче стебля.
Верхний колосок тычиночный, беловатый, расположен немного ниже верхнего пестичного колоска или на одном уровне с ним, линейный, (0,5)0,6—1(1,2) см длиной, 2—2,5 мм шириной, на ножке 0,7—2,5 см длиной, с узкими и тупыми чешуями; остальные 1—2(3) — пестичные, узколинейные, 1—1,5 см длиной, кверху сближенные, кверху расставленные, малоцветковые, с (5)10—10(18) цветками, рыхлые, на длинных нитевидных шероховатых ножках, 0,7—2,5(4) см длиной, поникающие. Чешуи пестичных колосков бледно-бурые или бледно-зелёные, с широкими белоперепончатыми краями, на треть короче мешочков. Мешочки зеленовато-бурые, в поперечном сечении почти округлые, обычно немного вздутые, продолговато-яйцевидные или ланцетные, 3—3,5(4) мм длиной, 1,3—1,5 мм шириной, перепончатые, глянцевитые, гладкие, зелёные, позже желтовато-ржавые, на ножке, неплотно охватывающие плод, без жилок, со слабо шероховатым, реже гладким, косым и ржавчатым, наверху белоперепончатым, косо-срезанным носиком. Рылец 3. Нижний кроющий лист с длинным светло-зелёным влагалищем до 3—3,5 см длиной и пластинкой короче соцветия.
Плодоносит в июне-июле.
Число хромосом 2n=48, 54.
Вид описан из Швеции.
Подвид Carex capillaris (V.I.Krecz. ex T.V.Egorova) Б.Löve & D.Löve описан с Российского Дальнего Востока (низовья реки Пенжины близ села Каменское). У него тычиночный колосок рыжевато-коричневый, расположен значительно ниже уровня двух верхних пестичных колосков, ножка тычиночного колоска 0,1—0,5 см длиной. Чешуи пестичных колосков каштановые, с узкими белоперепончатыми краями. Мешочки светло-рыжевато-коричневые, 3—3,5 мм длиной, 1—1,2 мм шириной, обычно с гладким носиком.

## Распространение
Европа, в том числе Исландия, арктическая Скандинавия; Прибалтика; Арктическая часть России: Мурман, Канин, Тиманская и Малоземельская тундры, низовья Печоры, Большеземельская тундра, Полярный Урал, Карская тундра, низовья Оби (близ Салехарда), низовья Енисея, низовья Лены, бассейн Оленёка, южная окраина Таймырского полуострова (бассейны рек Романихи и Хатанги), нижнее течение Яны, Северный Анюйский хребет, район Чаунской губы, Чукотский полуостров (восточная и юго-восточная часть), остров Аракамчечен, бассейн Анадыря и нижнего течения Пенжины, залив Корфа; Европейская часть России: северная половина; Украина: Карпаты, средняя часть бассейна Днепра; Кавказ: Большой Кавказ, Западное Закавказье (юг), Южная Осетия, северная Армения, озеро Капутан; Западная Сибирь: юг; Восточная Сибирь: бассейн Енисея к югу от Енисейска, Прибайкалье, Центральная Якутия, Верхоянский хребет, хребет Сунтар-Хаята, северная часть Среднесибирского плоскогорья (бассейны рек Котуя, Чибичете и Мархи), Каларский хребет, верховья Алдана, бассейн правых верхних притоков Колымы, хребет Восточный Саян; Дальний Восток: Приамурье (бассейн Уркана), Камчатка (остров Карагинский), хребет Геран и Тыркано-Майский водораздел, хребты Дуссе-Алинь и Ям-Алинь; Средняя Азия: Киргизский Алатау; Западная Азия: Северо-Восточная Турция; Восточная Азия: острова Хоккайдо и Хонсю (очень редко); Северная Америка: арктическая часть, Аляска, остров Элсмира, остров Саутгемптон, Канада, северные приатлантические штаты США, а также штаты Колорадо, Манитоба, Нью-Гемпшир (Белые горы), Западная и Восточная Гренландия.
Растёт на замшелых и торфянистых лесных и пойменных лугах, луговых, лесистых и задернованных щебнистых склонах, по осыпям, на опушках, в разреженных лесах и среди кустарников, по берегам речек и ручьёв, окраинам травянистых болот, на сырых и болотистых луговинах в тундре, в осоково-моховых, щебнистых, лишайниковых и дриадовых тундрах; на равнинах лесной зоны, в лесном и субальпийском поясах гор, в арктической горной и равнинной тундре, субарктических и южных высокогорьях.

## Значение и применение
По наблюдениям в Кабардино-Балкарии поедается западнокавказским туром (Capra caucasica).

## Систематика
В пределах вида выделяются два подвида:
- Carex capillaris subsp. capillaris — умеренные районы Северного полушария
- Carex capillaris subsp. fuscidula (V.I.Krecz. ex T.V.Egorova) Б.Löve & D.Löve — Осока буроватенькая, или Осока ленская; Субарктика и Арктика, высокогорья Восточной Сибири, Дальнего Востока, Алтай